# Stacy Keibler
Stacy Marie Keibler, nota semplicemente come Stacy Keibler (Rosedale, 14 ottobre 1979), è un'attrice, ballerina ed ex wrestler statunitense.
Ha fatto il suo debutto nel mondo del wrestling nell'agosto del 1998, all'età di soli diciotto anni, come parte delle cosiddette Nitro Girls della World Championship Wrestling. Nel giugno del 2001 è passata alla rivale World Wrestling Federation, che aveva acquisito la WCW nel mese di marzo. Nel luglio del 2006 ha lasciato definitivamente il mondo del wrestling per intraprendere la carriera da attrice.
Al di fuori del wrestling ha partecipato alla seconda edizione di Dancing with the Stars nella primavera del 2006, in coppia con Driton Dovolani, piazzandosi al terzo posto in classifica; è inoltre apparsa in alcune serie televisive della ABC tra cui A proposito di Brian e Samurai Girl.

## Carriera

### World Championship Wrestling (1998–2001)
Stacy Keibler fece il suo debutto nel mondo del wrestling nell'agosto del 1998, come membro delle Nitro Girls della World Championship Wrestling; divenne poi l'assistente di Lenny Lane, usando il ring name Miss Hancock, e ottenne le prime approvazioni dei fan.
Nel 2000 iniziò a frequentare il figlio di Ric Flair, David Flair, che in storyline era invece fidanzato con Daffney; nacque così una contesa che culminò il 9 luglio a Bash at the Beach con la sconfitta di Keibler, che fu quindi costretta a lasciare Flair (kayfabe).

### World Wrestling Federation/Entertainment (2001–2006)
Dopo che la World Championship Wrestling fu acquisita dalla World Wrestling Federation nel marzo del 2001, la ragazza entrò a far parte, nel mese di giugno, dell'Alliance, una fazione guidata da Shane McMahon e formata da ex atleti della WCW e della Extreme Championship Wrestling.
La sua prima apparizione in WWF avvenne durante la puntata di SmackDown! del 14 giugno 2001, quando Shane McMahon la portò sul ring per distrarre Rhyno in un match contro Test. Nelle settimane successive intraprese un'alleanza con Torrie Wilson, anch'essa proveniente dalla WCW, iniziando una faida con Lita e Trish Stratus; la coppia perse contro le rivali nel primo Bra & Panties match della storia ad Invasion, svoltosi il 22 luglio. Successivamente, Keibler divenne la valletta dei Dudley Boyz ed entrò in faida con l'ex amica Torrie Wilson, da cui fu sconfitta a No Mercy.
Il 25 marzo 2002, in seguito alla prima Brand extension della WWF (che poco tempo dopo fu ribattezzata in World Wrestling Entertainment), fu assegnata al roster di SmackDown!, dove divenne l'assistente di Vince McMahon battendo la concorrenza di Dawn Marie. Più tardi, quell'anno, venne spostata a Raw e iniziò una faida con Trish Stratus; le due si affrontarono in numerose occasioni, tra cui una lotta nel latte, una nel fango ed un paddle on a pole match, ma a vincere fu sempre Stratus.
Nella primavera del 2003 Keibler divenne l'assistente di Test; fu sua l'idea di fargli tagliare i capelli e ripulire la sua immagine. Ben presto, però, Test divenne geloso del fatto che la ragazza fosse attratta anche da Scott Steiner e così ebbe un match con lui a Bad Blood. Il 21 settembre, ad Unforgiven, Keibler accompagnò Steiner nella rivincita contro Test, ma lo colpì involontariamente con una sedia facendogli perdere l'incontro; successivamente il General Manager di Raw, Mick Foley, dichiarò chiusa la contesa tra i due atleti e tolse a Keibler il ruolo di manager.
Nell'estate del 2004 fu scelta per registrare la traccia Why Can't We Just Dance? dell'album WWE Originals e per condurre l'edizione annuale del Raw Diva Search; combatté anche alcuni match contro Gail Kim, Molly Holly e Trish Stratus, avendo come compagne Nidia e Victoria, dimostrando buone capacità sul ring.
All'inizio del 2005 Keibler divenne la fidanzata di Randy Orton (kayfabe), ma non accompagnò mai quest'ultimo nei suoi incontri ufficiali, confondendo così i fan riguardo alla loro relazione. La storia si concluse nella puntata di Raw del 21 marzo, quando Orton la colpì con una RKO per dimostrare quanto fosse diventato spietato in vista del match con The Undertaker a WrestleMania 21. Nel mese di agosto si aggregò quindi alla coppia di supereroi formata da The Hurricane e Rosey, assumendo il ring name Super Stacy; in questo periodo ebbe anche un match contro Victoria a Heat, da molti considerato il migliore della sua carriera.
Con la draft-lottery del 2005, Keibler passò nel roster di SmackDown!, dove ebbe una breve faida con Jillian Hall. Nella puntata di Velocity del 29 ottobre lottò l'ultimo match della sua carriera, proprio contro Hall, perdendo nonostante una buona prestazione. Nei mesi successivi non apparve in WWE per partecipare alla seconda stagione di Dancing with the Stars.
Il 21 luglio 2006, allo scadere del suo contratto con la WWE, Stacy Keibler abbandonò definitivamente la federazione e il mondo del wrestling. Da quel momento, proseguì con la carriera di modella e attrice.

#### Hall of Fame (2023)
Il 27 marzo 2023 fu annunciata la sua introduzione nella WWE Hall of Fame.

## Altre attività
Nella primavera del 2006 Stacy Keibler prese parte alla seconda stagione di Dancing with the Stars, in coppia con Driton Dovolani, piazzandosi al terzo posto in classifica.
Tra il 2006 e il 2008 è apparsa in alcune serie televisive della ABC tra cui A proposito di Brian e Samurai Girl.

## Vita privata
Stacy Keibler è stata una cheerleader dei Baltimore Ravens della NFL tra il 1997 e il 1998. Nel 2000 si è laureata in scienze della comunicazione alla Towson University di Towson (Maryland).
Nel settembre del 2013 ha iniziato una relazione con l'imprenditore Jared Pobre, con cui si è sposata nel marzo del 2014; la coppia ha due figli: Ava Grace e Bodhi Brooks.

## Personaggio

### Mosse finali
- Keibler Kick (Roundhouse kick)
- Spinning heel kick

### Wrestler assistiti
- Bubba Ray Dudley
- D-Von Dudley
- David Flair
- The Hurricane
- Lenny Lane
- Randy Orton
- Rosey
- Scott Steiner
- Test
- Vince McMahon

### Soprannomi
- "Duchess of Dudleyville"

## Titoli e riconoscimenti
- World Championship Wrestling
  - Nitro Girl Search (1999)

- WWE
  - WWE Babe of the Year (2004)
  - WWE Hall of Fame (classe del 2023)

## Filmografia

### Cinema
- Pecker, regia di John Waters (1998)
- Liberty Heights, regia di Barry Levinson (1999)
- Bubble Boy, regia di Blair Hayes (2001)
- WWF Divas: Tropical Pleasure, regia di Kevin Dunn (2002)
- WWE Divas: Desert Heat, regia di Kevin Dunn (2003)
- The Comebacks, regia di Tom Brady (2007)
- Fixing Pete, regia di Michael Grossman (2011)
- A Drop of Love, regia di Golam Mustofa (2012)
- Dysfunctional Friends, regia di Corey Grant (2012)

### Televisione
- George Lopez - serie TV, due episodi (2007)
- What About Brian - serie TV, sei episodi (2007)
- October Road - serie TV, un episodio (2008)
- Samurai Girl - serie TV, tre episodi (2008)
- In the Motherhood - serie TV, un episodio (2009)
- Mayne Street - serie TV, un episodio (2009)
- How I Met Your Mother - serie TV, due episodi (2010)
- Psych - serie TV, un episodio (2010)
- Blue Mountain State - serie TV, un episodio (2010)
- Chuck - serie TV, due episodi (2011)
- Men at Work - serie TV, un episodio (2012)
- NTSF:SD:SUV - serie TV, un episodio (2012)

### Videogiochi
- WCW Backstage Assault
- WWE WrestleMania X8
- WWE SmackDown! Shut Your Mouth
- WWE Crush Hour
- WWE WrestleMania XIX
- WWE Raw 2
- WWE SmackDown! Here Comes the Pain
- WWE Day of Reckoning
- WWE SmackDown! vs. Raw
- WWE WrestleMania 21
- WWE Day of Reckoning 2
- WWE SmackDown! vs. Raw 2006
- WWE 2K22
- WWE 2K23
- WWE 2K24
- WWE 2K25